# Måbjerg Sogn
Måbjerg Sogn er et sogn i Holstebro Provsti (Viborg Stift).
I 1800-tallet hørte Måbjerg Sogn til Hjerm Herred i Ringkøbing Amt. Sognet var anneks til Holstebro Sogn, som kun geografisk hørte til herredet, men lå i Holstebro Købstad. Den blev ved kommunalreformen i 1970 kernen i Holstebro Kommune. Måbjerg sognekommune blev indlemmet i købstaden inden kommunalreformen.
Ellebæk Kirke blev opført i 1980, og Ellebæk blev et kirkedistrikt i Måbjerg Sogn. I 2010 blev Ellebæk kirkedistrikt udskilt som det selvstændige Ellebæk Sogn.
I Måbjerg sogn ligger Måbjerg Kirke.
I Måbjerg og Ellebæk sogne findes følgende autoriserede stednavne:
- Dellerup (bebyggelse, ejerlav)
- Døes (bebyggelse, ejerlav)
- Frøjk (bebyggelse, ejerlav)
- Lavhede (bebyggelse)
- Måbjerg (ejerlav)
- Måbjerg Kirkeby (bebyggelse)
- Nørhede (bebyggelse)
- Nørlund (bebyggelse)
- Tradsbjerg (bebyggelse)